# Egy nap New Yorkban
Az Egy nap New Yorkban (eredeti cím: On the Town) egy 1949-es amerikai filmmusical, amely az azonos című, 1944-ben színpadra bocsátott musicalnak a filmváltozata. A film két férfi főszereplője Gene Kelly és Frank Sinatra, női főszereplői Betty Garrett és Ann Miller.
Gene Kelly és Stanley Donen volt a két társrendezője a filmnek, Adolph Green és Betty Comden pedig a forgatókönyv írói.

## Cselekmény
Gabey, az eltávozáson lévő tengerész először egy fényképen pillantja meg szíve hölgyét. Egy váratlan találkozás összehozza őket, de hamarosan újra szem elől vesztik egymást. Gabey mindenkit mozgósít - két barátját, Chipet és Ozzie-t, nőismerőseit, köztük egy Brunhilde nevű taxisofőrnőt -, hogy segítsenek megtalálni az imádott lányt. Mielőtt még véget érne az éjszaka, a csapat darabokra tör egy dinoszaurusz-csontvázat a Természettudományi Múzeumban, megjárja az Empire State Building kilátóját, Grant síremlékét, és jó néhány éjszakai lokált. Az őrült keresést hátráltatja, hogy hőseinket üldözőbe veszi a rendőrség...

## Szereplők
| Szereplő             | Színész         | Magyar hang    |
| -------------------- | --------------- | -------------- |
| Gabey                | Gene Kelly      | Lux Ádám       |
| Chip                 | Frank Sinatra   | Csőre Gábor    |
| Brünhilda Eszterházy | Betty Garrett   | Kiss Erika     |
| Claire Huddesen      | Ann Miller      | Németh Borbála |
| Ozzie                | Jules Munshin   | Kerekes József |
| Ivy Smith            | Vera Ellen      | Mahó Andrea    |
| Madame Dilyovska     | Florence Bates  | Bókai Mária    |
| Lucy Schmeeler       | Alice Schmeeler | Szabó Gertrúd  |
| Professzor           | George Meader   |                |
| François, a főpincér | Hans Conried    | Vari Attila    |

## Így készült a film
A film költségvetése 1,5 millió dollár volt, ami a Metro-Goldwyn-Mayer egyik legalacsonyabb összeg volt egy Technicolor musical esetében, a tervezett forgatási ütemterv mindössze 46 nap.
A New York-i forgatás Gene Kelly és Staney Donen ötlete volt, amit ,Louis B. Mayer stúdióvezető nem engedélyezett, rámutatva a stúdió kiváló New York-ot ábrázoló díszleteire a stúdióban. Kelly és Donen kitartottak ötletük mellett, végül Mayer beletörődött a két társrendező álláspontja mellett, ugyanakkor korlátozta, hogy a filmet hány napig forgassák New Yorkban. A produkció elsődleges problémája Frank Sinatra rajongóival volt, akik folyton kedvenc énekesüket akarták látni a forgatás alatt. Emiatt néhány felvételt a kombiban elhelyezett kamerával készítettek, hogy csökkentsék a forgatás nyilvános láthatóságát.

## A filmben elhangzó dalok
1. "I Feel Like I'm Not Out of Bed Yet" — kikötői munkás
2. "New York, New York" — Gabey, Chip és Ozzie
3. "Miss Turnstiles Ballet" (instrumentális) — Ivy és egy zenekar
4. "Prehistoric Man" —Claire, Ozzie, Gabey, Chip és Hildy
5. "Come Up to My Place" — Hildy és Chip
6. "When You Walk Down Mainstreet with Me" — Gabey és Ivy
7. "You're Awful" — Chip és Hildy
8. "On the Town" — Gabey, Ivy, Chip, Hildy, Ozzie és Claire
9. "Count on Me" — Chip, Ozzie, Hildy, Claire és Lucy
10. "A Day in New York" (instrumentális) — Gabey és Ivy
11. "New York, New York" (Reprise)[7] — kikötői munkás, három új tengerész és kórus